# Касман, Яков Аронович
Яков Аронович Касман (род. 24 февраля 1967, Орёл) — российско-американский пианист.
Окончил Московскую консерваторию по классу Михаила Воскресенского (1994), с перерывом на службу в армии на Дальнем Востоке, в ходе которой он играл в армейском ансамбле на тубе. В 1991 году стал победителем Международного конкурса пианистов имени Валентино Букки в Риме. Среди других значительных конкурсных достижений Касмана — вторые места на Международном конкурсе имени Прокофьева (Санкт-Петербург, 1995) и на Международном конкурсе Вана Клиберна (Форт-Уорт, 1997).
В 1996—1998 гг. преподавал фортепиано в музыкальном училище при Московской консерватории. Затем постепенно переселился в США и в 2006 г. получил американское гражданство. Преподаёт в Алабамском университете (США).
Среди наиболее заметных записей Касмана — сюита Чайковского «Времена года», все фортепианные сонаты Прокофьева, концерты для фортепиано с оркестром Шостаковича и Шнитке (с Калининградским оркестром под управлением Эммануэля Ледюк-Барома).